# Niemiecki Bank Federalny
Niemiecki Bank Federalny (niem. Deutsche Bundesbank, potocznie Buba od Bundesbank) – bank centralny Republiki Federalnej Niemiec. Siedzibę swoją ma we Frankfurcie nad Menem i jest częścią Europejskiego Systemu Banków Centralnych.

## Historia
Bankiem centralnym Rzeszy Niemieckiej od 1875 r. był Reichsbank. Został on zlikwidowany w 1945 r. w wyniku ustaleń konferencji poczdamskiej. W zachodnich strefach okupacyjnych (później RFN) w jego miejsce powołany został w 1948 r. Bank Krajów Niemieckich (Bank Deutscher Länder), funkcjonujący do 1957 r., kiedy to na podstawie Ustawy o Bundesbanku z dnia 26 lipca 1957 r. powołano Deutsche Bundesbank. Działalność rozpoczął 1 sierpnia 1957. Od tego czasu do 2001 roku był odpowiedzialny za emisję pieniądza w Niemczech. Wraz z wprowadzeniem waluty euro przekazał swoją niezależność Europejskiemu Bankowi Centralnemu. Od 2011 do 2021 r. prezesem Niemieckiego Banku Federalnego był Jens Weidmann.

## Organy do 2001
Zanim Europejski Bank Centralny przejął w 2001 pełną władzę nad marką niemiecką, Bundesbank posiadał różne organy do sterowania. Najwyższym organem była Rada Banku Centralnego. Składała się ona z:
- Dyrektorium, w skład którego wchodzili prezes, wiceprezes i sześciu kolejnych członków. Byli oni proponowani przez rząd niemiecki.
- Dziewięciu prezesów Krajowych Banków Centralnych. Oni z kolei byli proponowani przez Bundesrat.

Dyrektorium było organem wykonawczym Bundesbanku, podczas gdy wszystkie decyzje dotyczące polityki pieniężnej były podejmowane przez Radę Banku Centralnego.

## Organy działające po 2001
Najwyższym organem Bundesbanku jest zarząd. Składa się on z:
- prezesa, wiceprezesa i dwóch członków zarządu. Wszystkie cztery osoby nominowane są przez rząd.
- czterech pozostałych członków zarządu, rekomendowanych przez Bundesrat.

Wszystkie te osoby powoływane są przez Prezydenta Niemiec. Kadencja trwa z reguły 8 lat, jednak nie krócej niż 5 lat.